# Bel-szaddu’a (gubernator Tamnuny)
Bel-szaddu’a (akad. Bēl-šaddû’a, w transliteracji z pisma klinowego zapisywane nEN-KUR-u/ú-a; tłum. „Pan jest mą górą”) - wysoki dostojnik, gubernator prowincji Tamnuna za rządów asyryjskiego króla Aszur-dana III (772-755 p.n.e.); z asyryjskich list i kronik eponimów wiadomo, iż w 756 r. p.n.e. sprawował urząd limmu (eponima). Jego imieniem jako eponima datowany jest dokument prawny z Kalhu.